# Alla ricerca dell'isola di Nim
Alla ricerca dell'isola di Nim (Nim's Island) è un film del 2008 diretto da Jennifer Flackett e Mark Levin, basato sul romanzo per ragazzi L'isola di Nim di Wendy Orr.
La pellicola ha per protagonista la giovane attrice Abigail Breslin, Gerard Butler e Jodie Foster, al suo primo blockbuster per famiglie.
Nel 2013 è stato pubblicato il seguito intitolato Ritorno all'isola di Nim, distribuito direttamente in home video.

## Trama
Nim è una bambina che vive con il padre, Jack, un biologo marino, su un’isola sperduta nel bel mezzo dell'Oceano Pacifico; la madre della ragazzina era un'oceanografa ed è perita in un incidente in mare diversi anni prima. Nim è felice della vita libera e spensierata che conduce sull'isola assieme a Jack e ai suoi amici animali, il pellicano Galileo, l'otaria Salsiccia e il drago barbuto Virgola, ed è anche un’appassionata lettrice di romanzi d’avventura: il suo eroe preferito è l’intrepido esploratore Alex Rover, che la bambina immagina con le sembianze di Jack.
Un giorno, Jack si allontana dall’isola per una ricerca; la barca dell’uomo viene però travolta da un violento tifone e Jack è disperso in mare. Nim chiede aiuto proprio ad Alex Rover, con il quale si è messa in contatto per puro caso tramite e-mail. Ciò che l’ingenua ragazzina non sa è che "Alex Rover" è in realtà Alexandra Rover, l’autrice dei romanzi del suo eroe. Alexandra è una donna estremamente ansiosa e agorafobica che ha per amico immaginario lo stesso Alex Rover; ed è proprio Alex Rover a convincere la nevrotica scrittrice a partire alla ricerca di Nim.
Nim, sull’isola, deve vedersela con i passeggeri di una nave da crociera, il "Bucaniere", che la ragazzina immagina come un galeone pirata. Nim cerca in tutti i modi di far sloggiare gli intrusi, arrivando addirittura ad inscenare l’eruzione del vulcano dell’isola – salvo poi farlo eruttare davvero, involontariamente. I turisti, spaventati, lasciano in tutta fretta l’isola, ma prima Nim ha un breve incontro con uno di essi, Edmund, un ragazzino australiano.
Alexandra, intanto, affronta un lunghissimo viaggio per raggiungere l’isola di Nim, e dopo molte peripezie precipita in mare a causa di una tempesta, venendo ripescata proprio dal "Bucaniere". La donna, dopo questa ennesima disavventura, vorrebbe tornarsene a casa, ma quando Edmund le conferma l’esistenza di Nim, Alexandra decide di proseguire e ruba una scialuppa, con la quale riesce finalmente ad arrivare sull'isola e ad incontrare Nim. La ragazzina, però, rimane delusa nello scoprire la vera identità di "Alex Rover", e fugge via. Alexandra, spronata da Alex Rover – che in realtà non è altro che la manifestazione del desiderio della donna di superare le proprie paure – corre a cercarla e Nim, alla fine, accetta la sua presenza. Alexandra non può fare nulla per aiutarla a trovare Jack, ma Nim capisce che ciò di cui aveva davvero bisogno era qualcuno che le restasse accanto in quel momento difficile, e la ragazzina finisce per legarsi profondamente ad Alexandra, la quale le promette che, qualunque cosa sia accaduta a suo padre, lei rimarrà sempre con lei. Quando ogni speranza sembra ormai svanita, Jack torna a casa sano e salvo e Nim può finalmente riabbracciare il padre. Alla gioia della bambina si aggiunge anche l'incredulità di Alex, dato che Jack è un autentico sosia del suo amico immaginario.
Il film si chiude con un epilogo narrato da Nim che svela che Alexandra, dopo la grande avventura vissuta, ha scelto di stabilirsi sull'isola assieme a Jack e Nim; tra Alexandra e Jack è nata una bella storia d’amore e Nim è diventata come una figlia per lei.

## Produzione
Il film è stato girato su Hinchinbrook Island in Australia.

## Riconoscimenti
- 2009 - Teen Choice Award
  - Nomination Miglior attrice in un film d'azione/di avventura a Abigail Breslin

- 2009 - Visual Effects Society
  - Nomination Migliori effetti visivi a Camille Cellucci, Scott Gordon, Fred Pienkos e James Straus

- 2008 - MovieGuide Awards
  - Premio per il miglior film per la famiglia a Paula Mazur

- 2008 - KIDS FIRST! Film Festival
  - Miglior film per i bambini 8-12 anni